# Montez Ford
Kenneth Crawford (ur. 31 maja 1990 w Chicago) – amerykański profesjonalny wrestler, obecnie występujący w federacji WWE w brandzie ￼￼Raw pod pseudonimem ringowym Montez Ford.

## Wczesne życie
Crawford był wychowywany przez matkę w South Side w Chicago, zaś później w hrabstwie Anson w Północnej Karolinie. W liceum praktykował lekkoatletykę. Spędził cztery lata w United States Marine Corps i pracował jako kontrahent dla United States Navy.

## Kariera profesjonalnego wrestlera

### WWE

#### NXT (od 2015)
Crawford przyłączył się do WWE w kwietniu 2015, kiedy to wziął udział w tryoutach i został przydzielony do szkółki WWE Performance Center w celu dalszych treningów. Swój debiut odbył 29 września 2015 podczas gali typu house show rozwojowego brandu NXT w Fort Pierce na Florydzie. Kontuzja z maja 2016 wykluczyła go z walk na trzy miesiące. Po powrocie uformował drużynę z Angelo Dawkinsem i przybrał pseudonim ringowy Montez Ford; wspólnie zaczęli występować jako The Street Profits. Od 12 lipca 2017 zaczęto emitować winietki promujące ich debiut w telewizji. Zadebiutowali 9 sierpnia podczas odcinka tygodniówki NXT i pokonali The Metro Brothers. Tydzień później pokonali Chrisa Silvio i Larsa Sullivana.

## Życie prywatne
Crawford ma trójkę dzieci. 9 czerwca 2017 WWE ogłosiło, że Crawford zaręczył się z wrestlerką WWE Biancą Belair.

## Styl walki
- Finishery
  - Frog splash

- Inne ruchy
  - Belly-to-back suplex wraz z powstawiem w stylu kip-up
  - Dropkick
  - Spinning stinger splash
  - Standing shooting star press

- Motywy muzyczne
  - „Bring the Swag” ~ CFO$ i J-Frost